# Hypsoides unicolor
Hypsoides unicolor är en fjärilsart som beskrevs av Charles Oberthür. Hypsoides unicolor ingår i släktet Hypsoides och familjen tandspinnare. Inga underarter finns listade i Catalogue of Life.